# Fuerte Español (Colorado)
El fuerte Español o fuerte Sangre de Cristo fue un fuerte novohispano del siglo XIX, situado entre los condados de Huérfano y Costilla en Colorado, EE. UU.

## Historia
Construido por mandato del gobernador Facundo Melgares en la región norte de la provincia de Santa Fe de Nuevo México en 1819 para frenar los intentos anexionistas de los EE. UU. desde el Territorio de Luisiana. Contaba con una guarnición de cien soldados para controlar la presencia de indios ute y extranjeros.
La primera invasión de los EE. UU. del norte de Nuevo México se había producido en 1807. Aprovechando la inestabilidad política causada por la intervención de Napoleón en España, en 1807 la expedición de reconocimiento del ejército estadounidense del capitán Zebulon Pike invadió el territorio español de Nuevo México desde el río Arkansas, cruzó la sierra de la Sangre de Cristo y alcanzaron el valle de San Luis. Las reclamaciones de los EE. UU. se basaban en los antiguas reclamaciones de La Luisiana francesa de mediados del siglo xviii sobre la región del río Arkansas, que se esfumaron durante la soberanía española de La Luisiana (1763-1808).  Fueron apresados por los soldados de caballería enviados desde el presidio de Santa Fe el 26 de febrero de 1807. 
El fuerte fue abandonado en 1821 tras la firma del tratado de Adams-Onís que fijó la frontera entre Luisiana y Nuevo México, asegurando la soberanía española de la región. Ésta se incorporó al territorio de Nuevo México mexicano tras el Tratado de Córdoba de 1821 y finalmente a EE. UU. tras el Tratado de Guadalupe Hidalgo (1848). El fuerte aparece reflejado en el mapa de EE. UU. de 1843 del Dictionnaire Universel de Geographie Moderne.